# Erich Giese (Marineoffizier)
Erich Wilhelm Theobald Giese (* 22. Juni 1887; † 5. Juni 1917 im Ärmelkanal) war ein Marineoffizier in der deutschen Kaiserlichen Marine, der im Ersten Weltkrieg fiel.

## Laufbahn
Giese trat am 1. April 1905 in die Kaiserliche Marine ein. Beim Ausbruch des Kriegs war er Kommandant auf dem Torpedoboot S 96. In den folgenden zwei Jahren (November 1914 bis November 1916) diente er, jeweils als Kommandant, auf dem Torpedo-Divisionsboot D 9 und auf den Torpedobooten S 176, S 174 und V 186.
Im November 1916 wurde er Kommandant auf dem im Dezember 1912 bei Schichau in Elbing vom Stapel gelaufenen Torpedoboot S 20. Mit diesem Boot operierte der mittlerweile zum Kapitänleutnant beförderte Giese im Verband der 2. Zerstörer-Halbflottille der in Zeebrügge stationierten Zerstörer-Flottille Flandern im Ärmelkanal.
In den frühen Morgenstunden des 5. Juni 1917 unternahm S 20 mit dem Schwesterschiff S 15 (Kaptl. Diedrich Jacobs) einen Vorstoß gegen die britischen U-Boot-Sperren vor Zeebrügge und Ostende. Dabei wurden die beiden Boote gegen 5 Uhr früh von überlegenen britischen Seestreitkräften der sogenannten Harwich Force gestellt. Das mit seinen zwei 10,5-cm-L/45-Geschützen deutlich unterlegene S 20 sank im Feuer der drei Kleinen Kreuzer HMS Centaur, HMS Canterbury und HMS Conquest und einiger Zerstörer vor der Scheldemündung. Neunundvierzig Mann der 74-köpfigen Besatzung, darunter Erich Giese, kamen dabei ums Leben. S 15 konnte schwer beschädigt nach Zeebrügge eingebracht werden.

## Ehrungen
- Zu seinen Ehren benannte die Kriegsmarine ihren Zerstörer Z 12 Erich Giese (in Dienststellung am 4. März 1939; gesunken am 13. März 1940 nach Gefecht in Narvik, Norwegen).
- In München, Stadtteil Riem, ist ihm zu Ehren die Erich-Giese-Straße benannt.